# エメル

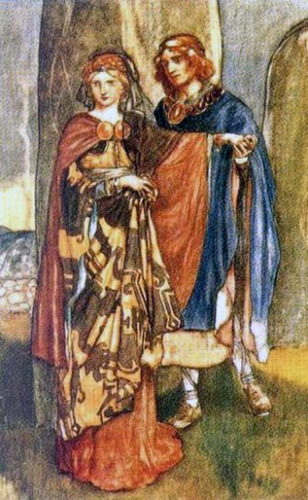
クー・フランとその妻・エメル, Stephen Reid,1912

エメル（アイルランド語: Emer）は『アルスター伝説』に登場する女性。エヴェル、エマー、エウェルなどとも。
フォルガル（フォヴォリ族の王テスラの甥）の娘で、クー・フランの妻。

## 人物
エメルの容姿については、「その黒髪は男のようであり、白い肌は牝馬のミルクのよう。また、大きく誇らしげに輝く目は、お気に入りのハヤブサであるフェゼルマのようであった」と記されている。また、彼女は6つの才能に恵まれていた。それは美貌と、美しい声、甘美な話術、針仕事の才、知恵、貞節である。

## アルスター物語群

### クー・フランとの出会い
エメルは、クー・フランの妻としてよく知られている。二人の出会いについては、アルスター物語群のひとつ「エメルへの求婚」に詳しく記されている。この物語は『赤牛の書』や『レンスターの書』などの写本に残されており、いくつかのバージョンがある。あらすじは以下の通り。
クー・フランはウラドの女たちや娘たちのあこがれの的だったが、妻を娶っていなかったため、男たちは自分たちの妻や娘が奪われはしないかと危惧した。そこで人々は彼のために妻を見つけようと、コンホヴァル・マク・ネサに相談をした。コンホヴァルはアイルランド中に物見を送ったが、ふさわしい女性を見つけることができなかった。
そのころ、クー・フランはエメルとの逢引に出かけていた。クー・フランは、同い年で血筋や才能に恵まれたエメルと交流するうちに、彼女以外に自分にふさわしい妻はいないと考え、求婚した。二人は互いに恋に落ちていたが、エメルの父フォルガルは婚姻を許可しなかった。理由として、まず彼女の姉フィアルが結婚しなければならないことと、結婚するにはクー・フランの武術の修練が足りないことを挙げた。そして、クー・フランにアルヴァ（スコットランド）のドウナルのところで修行するように言い渡した。クー・フランが親しい仲間とドウナルを訪ねると、ドウナルはアルヴァの東方に住む女武者スカータハの下で修練するように言い渡した。クー・フランは独りで旅を続け、スカータハのもとに辿り着いた。
そのころ、フォルガルはエメルをテウィル（タラ）王ルギドと結ばれるように仕向けた。しかし、彼女のクー・フランへの想いと、ルギド自身のクー・フランに対する恐れから、二人は夜を共にせず、この企ては失敗した。
スカータハのもとでさまざまな武術を学んだあと、クー・フランはアイルランドに戻った。クー・フランがフォルガルの城砦に近づくと、戦いが始まった。この戦いで、フォルガルはクー・フランから逃げようと城壁から飛び降りて死んだ。クー・フランはエメルを連れてコンホヴァル王の赤枝の館に帰り、ウラドの人々に迎えられた。

### エメルの生涯たった一度の嫉妬
クー・フランはその美しさゆえに、周りには常に女性がついて回った。エメルは基本的にクー・フランの浮気に寛容だったが、たった一度、嫉妬の炎で怒り狂ったことがある。その詳しい様子は物語「クー・フランの病とエメルのたった一度の嫉妬」にて語られている。この物語は『赤牛の書』と15～16世紀ごろの写本に残されているが、本来は二つの違った物語をひとつにまとめようとした作品と考えられている。前半ではクー・フランの妻はエトネとされ、後半ではエメルとされている。この物語は幻想的な雰囲気もあいまって人気があり、近現代のアイルランドの作家たちによって再話・翻案もされている。エメルが登場する後半のあらすじは以下の通り。
ある日クー・フランは、妖精リー・バンの夫ラヴリドと出会う。ラヴリドは自分たちの敵と一日戦えば、妻の姉妹、妖精ファンと一月共に過ごせると約束した（ファンはクー・フランを慕っていた）。クー・フランは見事敵を討ち果たしたが、事の成り行きを知ったエメルは怒り狂い、50人の侍女たちと共に妖精ファンに復讐しようと押しかける。エメルの話を聞いたクー・フランは、エメルと一生共に生きることを誓う。二人が愛し合っていることを目の当たりにしたファンは、自分をこの場に置き去りにするようにと言うが、それを聞いたエメルはファンの無私の愛を悟り、自分こそがクー・フランを諦めると言った。すると、突然ファンの夫、海神で妖精の王マナナーン・マク・リルが現れ、ファンを連れ去ってしまった。
その後、クー・フランは失恋の痛みから飲まず食わずだったが、エメルがコンホヴァルに事の次第を告げると、王はドルイドたちを遣わした。彼らはクー・フランとエメルに忘れ薬を飲ませ、クー・フランの失恋の痛みと、エメルの嫉妬を忘れさせた。マナナーンはクー・フランとファンの間で魔法の外套を振って、彼らが永遠に二度と会えないようにした。

### その他の説話
14世紀末頃に成立した写本『レカンの黄書』に収められた物語「アイフェの一人息子の最期」において、エメルはウラド（アルスター）にやってきた若者がクー・フランの息子であることを見抜き、夫が息子と戦うのを止めようとした。しかし、クー・フランは妻の願いを振り切り、ウラドの人びとの名誉をかけて若者に立ち向かうこととなる。
また、Egerton 132 に所収されている物語「クー・フランの死」では、死地へと向かう夫を止めようとするエメルの様子が記されている。